# Riacho do Peixe
Riacho do Peixe är ett vattendrag i Brasilien.   Det ligger i delstaten Maranhão, i den centrala delen av landet, 800 km norr om huvudstaden Brasília.
Omgivningen kring Riacho do Peixe är huvudsakligen savann. Området är mycket glesbefolkat, med 5 invånare per kvadratkilometer.